# Antoni Ayza i Casamitjana
Antoni Ayza i Casamitjana (Barcelona, 3 d'abril de 1958) és jugador, àrbitre i directiu d'escacs. Ha estat president de la Federació Catalana d'Escacs durant tres mandats al llarg de 14 anys (2003 - 2017).
Les seves primeres passes esportives les va donar com a jugador de waterpolo, esport en el qual va arribar a jugar amb la selecció espanyola júnior i després com a àrbitre. I no va ser fins que va arribar a adult que va entrar al Club Escacs Barceloneta.
Des del 2003 és president de la Federació Catalana d'Escacs. Sota la seva presidència s'ha creat el Circuit Català d'Oberts Internacionals, que consta de prop d'una trentena de torneigs que es disputen entre els mesos de maig i setembre, el Magistral Ciutat de Barcelona o el Quatre Nacions, s'han reforçat els programes de tecnificació i es retransmeten per Internet la majoria de les competicions que se celebren a Catalunya. S'ha editat Butlletí d'Escacs Digital. Des del 2003 és membre de la junta directiva de la Federació Espanyola d'Escacs i és el delegat espanyol a la Federació Internacional d'Escacs (FIDE).
Igual que el seu predecessor, sota la seva presidència la Federació Catalana d'Escacs va demanar el maig de 2013 l'ingrés a la FIDE que fou de nou refusada per no ser reconeguda Catalunya pel COI.